# Gerhard Bloemecke
Gerhard Bloemecke (* 22. Mai 1936 in Karlsruhe; † 7. April 2013) war ein deutscher Politiker (CDU) und Unternehmer.

## Leben und Beruf
Bloemecke besuchte die Volksschule in Brühl und das Gymnasium in Münnerstadt. Anschließend absolvierte er in Mannheim zunächst eine Lehre zum Bäcker und dann zum Konditor. 1961 sowie 1962 bestand er die entsprechenden Meisterprüfungen. Bereits seit 1960 hatte er die erste Backstube selbständig geführt. Anschließend baute er in Mannheim und der Rhein-Neckar-Region eine Großbäckerei mit einer Vielzahl von Filialen und 170 Mitarbeitern auf. Mitte der 1990er Jahre ging er eine Kooperation mit dem in Schwierigkeiten geratenen Mannheimer Konkurrenz-Betrieb Kautsch ein und investierte mehrere Millionen DM in neue Großöfen. Die Kredite konnten allerdings nicht bedient werden, so dass die Bloemecke-Filialen 1998 von der Wiener Feinbäckerei Heberer übernommen wurden. Bloemecke war verheiratet und hatte zwei Kinder.

## Politik
1968 trat Bloemecke in die CDU ein. Von 1971 bis 1984 sowie von 1994 bis 1996 gehörte er dem Gemeinderat von Mannheim an. Bei der zweiten Periode war er auch Vorsitzender der CDU-Fraktion. 1984 wurde er für den Wahlkreis Mannheim II in den Landtag von Baden-Württemberg gewählt, dem er vier Legislaturperioden bis 2001 angehörte.

## Ehrungen
Für sein politisches Lebenswerk wurde Bloemecke 2005 mit der Bürgermedaille in Gold der Stadt Mannheim ausgezeichnet. Außerdem erhielt er 2001 das Bundesverdienstkreuz 1. Klasse und die Staufermedaille des Landes Baden-Württemberg.